# Gashaw Asfaw

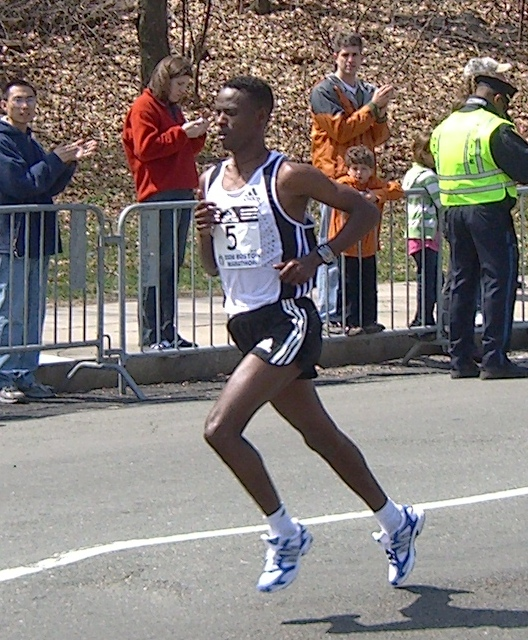
Gashaw Asfaw

Gashaw Asfaw (äthiopisch ጋሻው አስፋው; auch Gashaw Melese; * 26. September 1978) ist ein ehemaliger äthiopischer Marathonläufer.
2003 wurde er Zweiter beim Dubai-Marathon, den er im darauffolgenden Jahr gewann. Beim Paris-Marathon wurde er 2004 Vierter und 2005 Dritter. 2006 siegte er ebendort mit seiner persönlichen Bestzeit von 2:08:03 h, und 2007 wurde er Zweiter.
Beim Marathon der Weltmeisterschaften 2005 in Helsinki gehörte er noch bei Kilometer 35 zu den ersten drei Verfolgern des führenden Jaouad Gharib, musste dann aber das Rennen aufgeben. Bei den Weltmeisterschaften 2007 in Osaka belegte er den 14. Platz.
Beim Boston-Marathon 2008 wurde er Vierter.